# Камерини, Эудженио
Эудженио Камерини (итал. Eugenio Camerini, настоящее имя Саломоне Камерини; 13 июля 1811, Анкона — 1 марта 1875, Милан) — итальянский литературовед, эссеист и переводчик еврейского происхождения. Публиковался также под псевдонимами Гвидо Чинелли (итал. Guido Cinelli), Джулио Антимако (итал. Giulio Antimaco), Франческо Кростеро (итал. Francesco Crostéro), Чезаре Бини (итал. Cesare Bini), Карло Теоли (итал. Carlo Teoli) и др.

## Биография
Учился в Анконе, Неаполе и Пизе, в том числе у Базилио Пуоти, однако так ничего и не окончил по причине антисемитских предубеждений в образовательной системе. Дебютировал в печати в 1837 году с эссе о стихах Петрарки. С 1847 г. печатался в Анконе как журналист, в 1848—1850 гг. жил и работал во Флоренции, сотрудничая в газете «Il Nazionale», в 1850—1859 гг. в Турине входил в кружок патриотов, ориентировавшихся на Массимо Д’Адзельо, был литературным обозревателем газеты Карло Тенка «Il Crepuscolo». С 1860 г. в Милане, до 1864 г. был литературным редактором журнала «La Perseveranza», в 1862—1865 гг. редактировал книжную серию «Biblioteca rara» в издательстве Daelli, с 1873 г. — книжную серию «Biblioteca classica economica» в издательстве Sonzogno.
Автор многочисленных очерков свободной формы о современной ему и более ранней литературе, собранных в книги «Итальянские современники» (итал. I contemporanei italiani; 1862), «Литературные профили» (итал. Profili letterari; 1870), «Новые литературные профили» (итал. Nuovi profili letterari; 1875—1876, в 4 томах) и др. Негативно относился к большинству заметных явлений новейшей литературы, от Флобера до Бодлера, в поисках альтернативы направляя взгляд в прошлое. Написал также множество предисловий к различным изданиям классических итальянских авторов; особым признанием пользовался комментарий Камерини к «Божественной комедии» Данте (1869, много переизданий), эклектичный и не слишком глубокий, но зато равномерно освещающий произведение в разных ракурсах с учётом разных подходов.
Перевёл с латыни на итальянский «Похвалу глупости» Эразма Роттердамского (1863).